# D'Lites
A D'Lites of America era uma cadeia americana de fast food sediada em Norcross, Geórgia. Era conhecida por servir comida rápida com maior ênfase na nutrição. Apresentava pratos de baixo teor calórico, incluindo hambúrgueres feitos com carne magra, pães ricos em fibras e queijo de baixo teor calórico.

## História
Foi fundada em 1978 por Doug Sheley e Jeffrey Miller. As primeiras franquias abriram em 1983. Em 1985, foram abertas mais de 100 lojas.
A cadeia deixou de franquear em 1986 e fechou várias lojas. No final do ano, tinha declarado falência ao abrigo do Capítulo 11.
De acordo com a FIU Hospitality Review, o encerramento da cadeia deve-se ao fato de outras cadeias, como o McDonald's, o Burger King e a Wendy's, terem começado a oferecer acompanhamentos mais saudáveis, como saladas e batatas assadas, bem como ao fato de a D'Lites ter comprado de volta vários locais de franquia mal sucedidos.